# Friedrich Kaufmann (Instrumentenbauer)

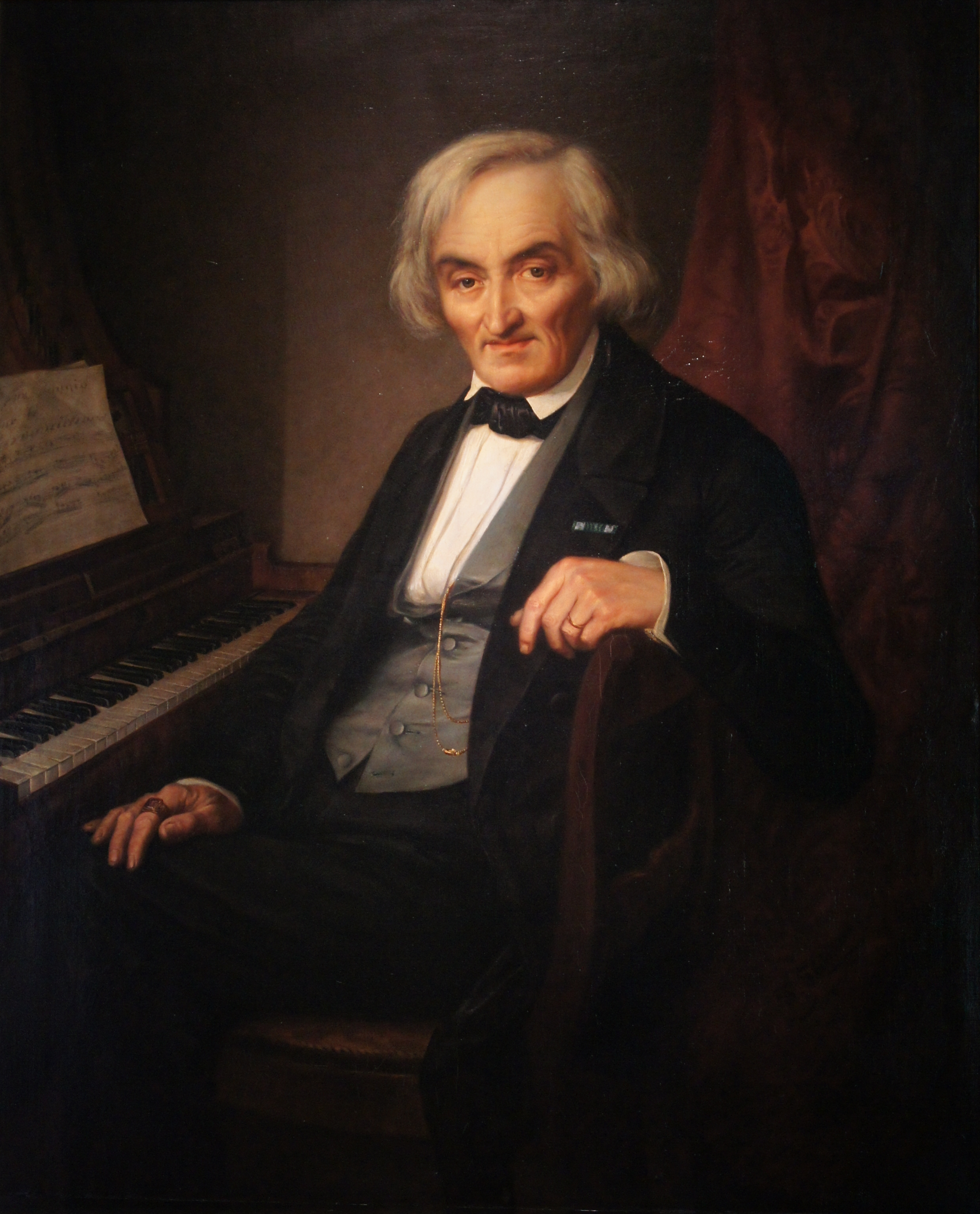
Johann Friedrich Kaufmann. Gemälde von Theodor Thieme, 1865(?)

Johann Friedrich (Wilhelm) Kaufmann oder Friedrich Wilhelm Kaufmann (* 5. Februar 1785 in Dresden; † 1. Dezember 1866 ebenda) war ein Uhrmacher und Musikinstrumentenbauer.

## Familie
Sein Vater Johann Gottfried Kaufmann (1751 Siegmar bei Chemnitz – 1818 Frankfurt/Main), Mechaniker in Dresden, baute Flöten- und Harfenuhren. Zwischen 1806 und 1815 entwickelte Johann Friedrich Kaufmann mit seinem Vater Johann Gottfried Kaufmann das Belloneon, das Harmonichord, das Chordaulodion (Saiten- und Pfeifenwerk) und den mechanischen Trompeter. Sein Sohn Friedrich Theodor Kaufmann (1823–1872) führte den Instrumentenbau und den Bau von Orchestrien weiter.
Sein Großvater Georg Friedrich Kauffmann (1679–1735) war fürstlich sächsisch-merseburgischer  Hof- und Domorganist und Hofkapellmeister gewesen.

## Kontakte
Friedrich Kaufmann war mit Georg Joseph Vogler und Johann Nepomuk Mälzel mehrfach gemeinsam am selben Ort, er selbst berichtet in der Allgemeinen musikalischen Zeitung, dass er zur selben Zeit um 1807 wie Mälzel in Paris war.

## Zeitgenössische Berichte
Die Beschreibung eines Konzertes, das die Familie Kaufmann  am Samstag, den 21. Juni 1851 in der St Martin's Hall gab, wurde in der The Illustrated London News veröffentlicht, weitere Berichte folgten.
Übersetzte Zitate:
„Sein Sohn, Friedrich (1785–1866), erwarb sich sehr rasch einen guten Namen. Sie experimentierten mit mechanischer Musik“.
Das American Monthly Magazine schreibt 1817: „Die Herren Kaufmann, Senior und Junior von Dresden haben vier Instrumente ausgestellt welche zusammen ein Orchester ersetzen. Sie nennen diese Instrumente Belloneon, Chordalaudion, Automaten-Trompeter, Harmonichord. Da diese Blasinstrumente enthalten, kann es mit Mälzl's Panharmonikon, das vor einiger Zeit in London und Paris vorgeführt wurde, verglichen werden.“
„Das Chordalaudion produziert zusammen und getrennt den Ton eines Pianoforte und den von vier Flöten, welche mit einer solchen Genauigkeit und Präzision intonieren das die Illusion vollkommen ist. Die Automaten können zweistimmige Noten hervorbringen. Die total kuriosen Instrumente sind die Nachfolger des Harmonichord's“
„Zwischen den Jahren 1842 und 1844 reiste die Familie Kaufmann erneut, diesmal unter Begleitung des Sohnes Friedrich Theodor. Sie nahmen fünf Instrumente auf ihre Reise mit. Nach einer sehr erfolgreichen Tournee geschieht eine Katastrophe. Das Schiff, mit dem sie von Kopenhagen heimgereist sind, geriet in einen Sturm und sie verloren dabei alle Instrumente. Mit Sicherheit gingen sie daran ein neues und verbessertes Chordalaudion und ein Symphonium,... zu bauen“.